# Гражданский орден Альфонсо XII
Гражданский орден Альфонсо XII (исп. Orden Civil de Alfonso XII) — упразднённая государственная награда Испании.

## История и описание

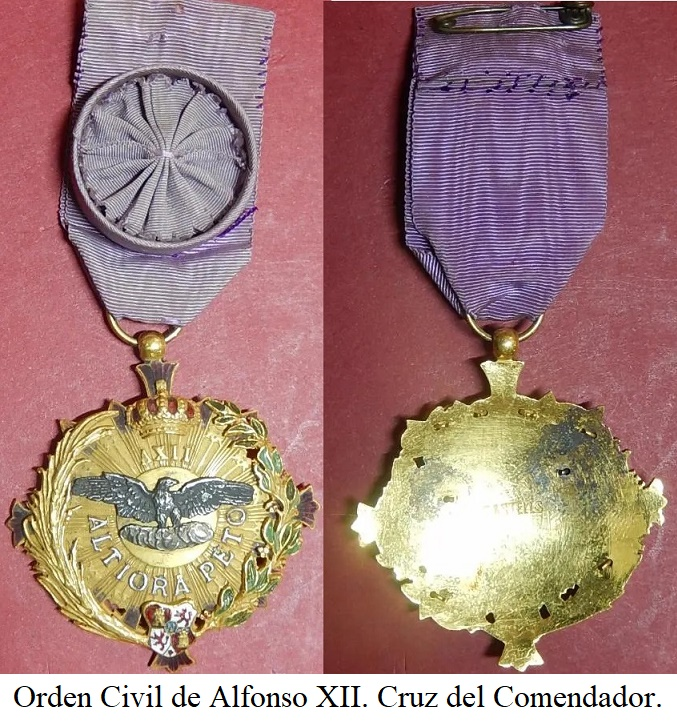
Знаки ордена 2-й (командорской) степени.

Орден был основан 23 мая 1902 года указом короля Альфонсо XIII, который назвал его в честь своего отца. Орден предназначался для награждения за заслуги в области образования, науки и культуры. Он мог вручаться как мужчинам, так и женщинам, подданным Испании и иностранцам.
Орден имел три степени: большой крест, командорскую и кавалерскую.
В 1939 году Франсиско Франко учредил орден Альфонсо X Мудрого, который имел практически аналогичные критерии награждения, и был назван в честь средневекового короля. С этого времени, лица, награждённые орденом Альфонсо XII, имели право обменивать их на знаки ордена Альфонсо X Мудрого соответствующей степени.
Однако орден продолжал существовать, и был официально упразднён только 2 сентября 1988 года, после чего его функции окончательно перешли к ордену Альфонсо X.

## Дальнейшее чтение
- Ceballos-Escalera A, García-Mercadal F. Las órdenes y condecoraciones civiles del Reino de España. Centro de Estudios Constitucionales y Boletín Oficial del Estado, Madrid, 2.ª edic., 2003. ISBN 84-340-1418-1
- García-Mercadal, Fernando, Los símbolos políticos, el ceremonial y las distinciones oficiales del Reino de España, Dykinson, Madrid, 2019. ISBN 978-84-1324-295-8.